# 韋倫巴赫河
48°45′35″N 11°36′48″E / 48.75961204680727°N 11.613407135009766°E
韋倫巴赫河是德國的河流，位於該國東南部，由巴伐利亞負責管轄，屬於小多瑙河的支流，河道全長20.4公里，流域面積102.7平方公里，發源自恩斯加登附近。